# Gheorghe Zamfir
Gheorghe Zamfir, (Găești, Dâmbovița, 6. travnja 1941.), rumunjski svirač panove frule. Objavio je preko 200 albuma, od kojih su 90 prodani kao zlatni ili platinasti. 

## Životopis
U početku je Zamfir bio zainteresiran za sviranje harmonike, ali s 14 godina započeo je studij panove frule. Školovanje je nastavio na Viskokoj glazbenoj školi u Bukureštu gdje mu je 1968. profesor bio Fănică Luca.
Zamfir je poznat po sviranju proširene verzije tradicionalne rumunjske panove frule (nai), s 20 cjevčica na 22, 25, 28 i 30 cjevčica kako bi povećao svoj domet i izvukao do devet tonova iz svake cjevčice mijenjajući "Embouchure" (ambažura, usnik instrumenta). 
Zamfira je otkrio švicarski istraživač narodne glazbe Marcel Cellier, koji je tijekom 1960-ih istraživao rumunjsku narodnu glazbu. Kroz televizijsko oglašavanje proglašen je "Zamfirom, majstorom panove frule", a narodni je instrument predstavio modernoj publici. U SAD-u su njegove reklame vrlo viđene na CNN-u 1980-ih.
U 80-ima Gheorghe Zamfir svirao je s dirigentom Jamesom Lastom i njegovim orkestrom poznatu skladbu The Lonely Shepherd koju je skladao sam Last a pjesma je postigla uspjeh diljem svijeta. Njegova se glazba čula i u filmovima Picnic at hanging rock, Bilo jednom u Americi, Karate Kid, Kill Bill. 

## Obitelj
Zamfir ima sina koji trenutno živi u Montrealu u Kanadi, a koji je također glazbenik. Zamfir trenutno živi u Bukureštu i podučava panovu frulu.

## Vanjske poveznice
- Zamfirove službene stranice